# Алёшин, Павел Павлович
Павел Павлович Алёшин — советский хозяйственный и политический деятель.

## Биография
Родился в 1911 году в Семикаракорской. Член КПСС.
Окончил Пятигорский педагогический институт.
До 1941 года — батрак по найму, слушатель колхозного университета, младший командир в РККА, культработник санатория в Пятигорск, заведующий клубом, инструктор Пятигорского горкома ВКП(б), секретарь Пятигорского горкома ВЛКСМ.
Участник Великой Отечественной войны: старший агитатор, заместитель начальника политотдела дивизии, заместитель командира 40-го кавалерийского полка 10-й кавалерийской дивизии 4-го гвардейского кавалерийского корпуса
В 1944—1947 гг. — заведующий военным отделом Пятигорского горкома ВКП(б).
В 1947—1949 гг. — второй, первый секретарь Железноводского горкома ВКП(б).
В 1949—1956 гг. — первый секретарь Кисловодского горкома КПСС.
В 1956—1957 гг. — заведующий отделом административных и торгово-финансовых органов Ставропольского крайкома КПСС.
В 1957—1963 гг. — первый секретарь Ставропольского горкома КПСС.
В 1963—1967 гг. — председатель Ставропольского промышленного крайсовпрофа, председатель Ставропольского крайсовпрофа.
Делегат XXII и XXIII съездов КПСС.
Умер в 1979 году в Ставрополе.

## Награды
- Орден Красного Знамени
- Орден Трудового Красного Знамени
- Орден Красной Звезды
- Орден Знак Почёта